# Pelagodoxa henryana
Pelagodoxa henryana là loài thực vật có hoa thuộc họ Arecaceae. Loài này được Becc. mô tả khoa học đầu tiên năm 1917.

## Hình ảnh

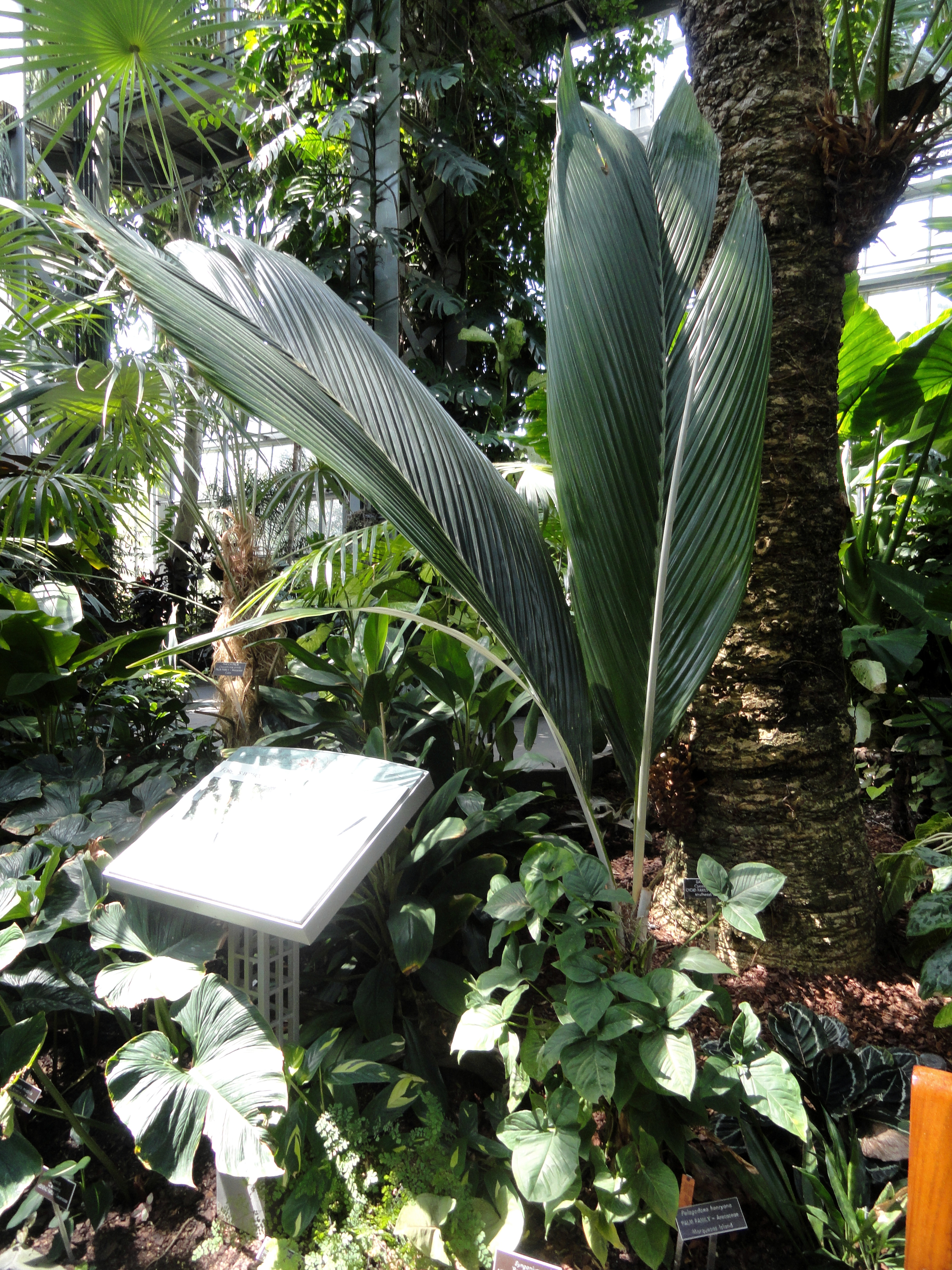